# Саадеддін Отмані
Саадеддін Отмані (араб. سعد الدين العثماني; нар. 16 січня 1956) — марокканський політик, прем'єр-міністр Марокко 17 березня 2017 – 7 жовтня 2021. В 2012—2013 роках обіймав посаду міністра закордонних справ.

## Життя та кар'єра
Народився в 1956 році в Інезгані, поблизу Агадіра, у регіоні Сус. Здобув ступінь доктора медицини в університеті Касабланки Хасана II в 1986 році, а з психіатрії — в 1994 році. Він також отримав ступінь магістра та ступінь DEA в галузі ісламських досліджень в 1983, 1987 і 1999 роках. Написав численні книги з психології та ісламського права, і працював головним редактором багатьох журналів та видань. В 2004 році, після виходу з політики Абделькрима Алхатіба, Саадддін Отмані став головою Партії справедливості та розвитку (PJD). Депутат парламенту від Інезгана.
3 січня 2012 — 10 жовтня 2013 роках обіймав посаду міністра закордонних справ. Згодом очолив депутатську групу PJD.
17 березня 2017 року король Могамед VI призначив Саадеддіна Отмані прем'єр-міністром.
Кабінет був сформований 5 квітня 2017 року.
8 вересня 2021 на парламентських виборах його партія здобула 13 з 395 місць, втративши майже 90% місць, здобутих в 2016 р. 
Наступного дня Отмані вирішив піти у відставку з посади генерального секретаря Партії справедливості та розвитку. 

10 вересня його змінив на посаді прем'єр-міністра Азіз Аханнуш . 